# Rivastigmina
La rivastigmina es un fármaco colinérgico, inhibidor de la acetilcolinesterasa, por lo que aumenta los niveles del neurotransmisor acetilcolina en diversas regiones cerebrales. Puede ser beneficioso en los déficits cognitivos en la enfermedad de Alzheimer en el que el sistema colinérgico está mediando y para el tratamiento de la demencia ligada a la enfermedad de Parkinson.

## Propiedades
La rivastigmina se encuentra en el grupo farmacológico de los “carbamatos anticolinesterásicos”, con una relación química cercana con la neostigmina. La principal diferencia de la rivastigmina es que es una amina terciaria y no una sal de amonio como las otras. Si bien se la conoce como un inhibidor reversible de la colinesterasa, se utiliza mucho más el término pseudo reversible, ya que sus efectos se mantiene mucho más tiempo que lo que se mantiene el medicamento en plasma.
La eficacia de este tipo de medicamentos es moderada y son catalogados como una medida paliativa y sólo útil en los estadios iniciales de la enfermedad.

## Efectos secundarios
Se presentan de manera habitual náusea, vómito, diarrea, dolor abdominal, pérdida de apetito, dispepsia, vértigo y cefalea.

## Vías de administración
Debido a las circunstancias de los pacientes a los que se destina (muchos de ellos con problemas para tragar líquidos o sólidos), presenta múltiples formas de administración: cápsulas, jarabe y parches transdérmicos de aplicación en piel. Estos últimos presentan la ventaja de asegurar tanto la administración de la dosis exacta como el mantenimiento de los efectos a lo largo de 24 horas, manteniendo constantes los niveles plasmáticos de rivastigmina.[cita requerida]